# アンモナル
アンモナル（Ammonal）は爆薬の一種。硝酸アンモニウムとトリニトロトルエンを主体とする。

## 概要
硝酸アンモニウム、トリニトロトルエン、粉末アルミニウムを27:67:11の比率で混合したものである。硝酸アンモニウムは酸化剤として、アルミニウムは爆発威力を増加させるものとして機能する。トリニトロトルエンよりも硝酸アンモニウムが安価のため、価格が安いという特徴がある。製造にあたっては、混合の際、硝酸アンモニウムの吸湿性に注意する必要がある。爆発速度は4,400m/sec。

## 歴史
第一次世界大戦中の1915年に坑道戦向けにイギリスで使われ始めた。始めは硝酸アンモニウム65%、トリニトロトルエン15%、アルミニウム17%、木炭3%の組成であった。第三次イープル戦においては、3万ポンドが使用され、第四次イープル戦においては2万ポンドが使用された。
現在でも産業用爆薬として使用されている。